# Orthozancla rhytmotypa
Orthozancla rhytmotypa là một loài bướm đêm trong họ Noctuidae.